# Nick Gillingham
Nicholas „Nick“ Gillingham MBE (* 22. Januar 1967 in Walsall) ist ein ehemaliger britischer Schwimmer. Er gewann je eine olympische Silber- und Bronzemedaille, war einmal Weltmeisterschaftsdritter auf der 50-Meter-Bahn sowie einmal Weltmeister auf der 25-Meter-Bahn, dreimal Europameister und siegte einmal bei den Commonwealth Games.

## Karriere
Nick Gillinghams internationale Karriere begann bei den Commonwealth Games 1986 in Edinburgh. Dort verpasste er den Finaleinzug über 100 Meter Brust. Über 200 Meter Brust erschwamm er die Bronzemedaille hinter seinem Landsmann Adrian Moorhouse und dem Kanadier Victor Davis, wobei Gillingham auf Davis fast vier Sekunden Rückstand hatte. Die englische Lagenstaffel gewann die Silbermedaille hinter den Kanadiern, wobei Gillingham nur im Vorlauf schwamm, im Endlauf absolvierte Moorhouse die Brustlage. Gillingham nahm auch an den Schwimmweltmeisterschaften 1986 in Madrid teil, die einen Monat nach den Commonwealth Games ausgetragen wurden. Dort wurde Gillingham über 100 Meter Brust disqualifiziert und belegte in den Vorläufen über 200 Meter Brust den 27. Platz. Im Jahr darauf bei den Schwimmeuropameisterschaften 1987 in Straßburg erreichte Gillingham über beide Bruststrecken das Finale. Er wurde Fünfter über 200 Meter Brust und Sechster über 100 Meter Brust. 1988 bei den Olympischen Spielen in Seoul trat Gillingham nur über 200 Meter Brust an. Er schwamm die schnellste Vorlaufzeit, im Finale schlug er 0,6 Sekunden nach dem Ungarn József Szabó an und erhielt die Silbermedaille.
1989 bei den Europameisterschaften in Bonn gewann Gillingham den Titel über 200 Meter Brust, wobei er den Weltrekord von Mike Barrowman aus den Vereinigten Staaten einstellte. Gillingham blieb allerdings nur einen Tag Weltrekordler, da Barrowman den Rekord bereits am nächsten Tag um eine Hundertstelsekunde verbesserte. Über 100 Meter Brust gewann Gillingham in Bonn die Bronzemedaille hinter Moorhouse und Dmitri Wolkow aus der Sowjetunion. 1990 waren die Commonwealth Games in Auckland Gillinghams Saisonhöhepunkt. Über 100 Meter Brust wurde Gillingham Dritter hinter Adrian Moorhouse und James Parrack, war also nur drittbester Engländer. Über 200 Meter Brust siegte der Kanadier Jon Cleveland vor dem Australier Rodney Lawson, Gillingham erschwamm seine zweite Bronzemedaille. Anfang 1991 wurden in Perth die Schwimmweltmeisterschaften 1991 ausgetragen. Über 200 Meter Brust gewann Gillingham die Bronzemedaille hinter Mike Barrowman und dem Ungarn Norbert Rózsa. Im August bei den Europameisterschaften in Athen siegte Gillingham auf der 200-Meter-Bruststrecke mit 0,03 Sekunden Vorsprung auf Norbert Rózsa. Bei den Olympischen Spielen 1992 in Barcelona trat Gilingham in drei Disziplinen an. Zunächst erreichte er das Finale über 100 Meter Brust und belegte den siebten Platz. Dann siegte über 200 Meter Brust Mike Barrowman, eine Sekunde dahinter gewann Norbert Rózsa Silber und 0,06 Sekunden hinter dem Ungarn schlug Gillingham als Dritter an. Gillingham gehörte auch zur britischen Lagenstaffel, die mit dem neunten Platz in den Vorläufen knapp den Finaleinzug verpasste.
Im August 1993 war Sheffield Gastgeberstadt der Schwimmeuropameisterschaften 1993. Über 100 Meter Brust gewann Gillingham die Silbermedaille hinter dem Ungarn Károly Güttler. Über 200 Meter Brust siegte Gillingham vor Güttler und gewann damit seinen dritten Titel in Folge. In der Lagenstaffel schließlich holte die russische Mannschaft den Titel vor den Ungarn, dahinter erschwammen Mike Fibbens, Nick Gillingham, Mark Foster und Martin Harris die Bronzemedaille. Im Dezember 1993 fanden in Palma de Mallorca die ersten Kurzbahnweltmeisterschaften statt. Gillingham erkämpfte die Goldmedaille über 200 Meter Brust und belegte den vierten Platz über 100 Meter Brust. Die britische Lagenstaffel mit Harris, Gillingham, Fibbens und Foster erreichte den dritten Platz hinter den Staffeln aus den Vereinigten Staaten und aus Spanien. 1994 erschwamm Gillingham bei den Commonwealth Games in Victoria einen kompletten Medaillensatz. Er erhielt Gold über 200 Meter Brust und Silber über 100 Meter Brust hinter dem Australier Philip Rogers. In der Lagenstaffel siegten die Kanadier vor den Australiern, die englische Staffel mit Martin Harris, Nick Gillingham, James Hickman und Nick Shackell schlug als Dritte an. Bei den Schwimmweltmeisterschaften 1994 in Rom belegte Gillingham den neunten Platz über 100 Meter Brust und den vierten Platz über 200 Meter Brust. Zum Abschluss seiner Karriere erreichte Gillingham 1996 in Atlanta noch einmal das olympische Finale über 200 Meter Brust. Hinter den beiden Ungarn Norbert Rózsa und Károly Güttler schlug der Russe Andrei Kornejew als Dritter an, Gillingham wurde mit 1,2 Sekunden Rückstand auf die Bronzemedaille Vierter.
Nach seiner Karriere als Schwimmer wurde Gillingham unter anderem Fernsehkommentator. Er war daneben auch für die British Olympic Association und für den britischen Schwimmverband tätig. Im 21. Jahrhundert war Gillingham als Schwimmer im Masters-Bereich erfolgreich.